# Qeerroo
Qeerroo (também Qeeyroo ou Qero) é um movimento dos jovens oromos na Etiópia em busca de mudanças políticas.  Na cultura tradicional dos oromos, o termo significa "solteiro" , mas dentro do movimento político simboliza a luta dos oromos por maior liberdade política, maior representação étnica no governo e a recuperação da Etiópia sob o governo do Qeerroo. 
O Qeerroo, também conhecido como geração Qubee, "surgiu pela primeira vez em 1991 com a participação da Frente de Libertação Oromo (OLF) no governo de transição da Etiópia". Qeerroos também desempenharam um papel fundamental nos protestos etíopes de 2016.  A BBC descreveu Qeerroo como outro nome para o Movimento Nacional da Juventude para a Liberdade e a Democracia da Etiópia (MNJLDE) , que chama a si mesmo de Qeerroo Bilisummaa Oromoo.  Jawar Mohammed, um Qeerroo,  teve um papel fundamental na fundação do movimento. 